# American Dog Breeders Association
La American Dog Breeders Association, también conocida como ADBA, es el registro más amplio de American Pitbull Terrier que existe, es una asociación de criadores de perros con sede en los Estados Unidos. La ADBA fue fundada en septiembre de 1909. El primer presidente de la asociación, Guy McCord, era aficionado y uno de los mejores criadores de perros Pit bull terrier americano , así como John P. Colby. Colby. Colby era el pilar de la ADBA y esta comenzó a ser la base de registro de todos los perros Colby. Todos los  miembros podría registrar sus perros y camadas al coste anual de $2.50 dólares, registrando solo los pedigrís del Pit bull terrier americano.
La ADBA pasó de sus fundadores al Sr. Frank Ferris en 1951. Él, junto con su esposa Florence Colby (la esposa del difunto John P. Colby) continuó dirigiendo la ADBA en una escala limitada, pero con un énfasis cada vez mayor en el registro de la raza APBT exclusivamente. En 1973, por recomendación de Howard Heinzl, Ralph Greenwood y su familia le compraron el ADBA al Sr. Ferris, cuya edad avanzada motivó su retiro. (El Sr. Heinzl era un amigo personal de Frank Ferris y un firme partidario de la ADBA, ya que registró a sus perros exclusivamente con ADBA). que Frank hubiera vivido para presenciar el crecimiento de la asociación actual. En 1976, los propietarios de la raza, que poseían un espíritu muy competitivo, solicitaron a la ADBA que desarrollara un estándar sobre la raza mediante el cual se pudieran realizar exposiciones caninas de conformación, salto vertical, arrastre etc. No querían un estándar que copiara los del UKC o AKC, sino un estándar para aquellos perros que poseían y continuaban criando por los rasgos de inteligencia, valor, carácter, lealtad y con la conformación atlética con la que la raza originalmente fue criada por cientos de años atrás. Por lo tanto, se desarrolló la formación del estándar de conformación ADBA APBT.
La publicación de la American Pit Bull Terrier Gazette comenzó aproximadamente por esta misma época, y el primer número (Volumen 1 - Número 1) se publicó en agosto de 1976. 
La American Dog Breeders Association  sigue siendo la oficina de registro más grande del American Pit Bull Terrier. La asociación continúa creciendo en los EE. UU. Y otros países en el extranjero, lo que convierte al American Pit Bull Terrier con registro ADBA en la raza de perro número en participar en eventos deportivos y de trabajo, a través de espectáculos de conformación, con salto vertical, arrastre y eventos deportivos de perros superiores.
El documento emitido en ese momento era un papel rosa de una página que en la parte superior enumeraba la descripción del perro y otra información pertinente necesaria para servir como título de propiedad del perro. En la parte inferior, enumeraba el pedigrí, el propietario y el criador.
La asociación continúa a crecer en los Estados Unidos y otros países. La ADBA es lo registro más grande del pit bull terrier americano.